# Pándi Balázs
Pándi Balázs (Budapest, 1983. augusztus 6.), a nemzetközi sajtóban Balázs Pándi magyar dobos, újságíró. Olyan előadókkal turnézott, mint Venetian Snares, Otto von Schirach, a To Live and Shave in L.A., a The Kilimanjaro Darkjazz Ensemble és a Zu. A Blood of Heroes dobosa is.
2009 óta Merzbow dobosaként is tevékenykedik, illetve három közös koncertalbumot készítettek. A Scion Rock Fest "experimentális színpadának" fő fellépői voltak 2012-ben. Balázs és Merzbow Mats Gustafssonnal is együtt dolgoznak. Cuts című albumuk 2013-ban jelent meg. 2015-ös Cuts of Guilt, Cuts Deeper című albumukon Thurston Moore is zenélt.
Balázs 2010-ben megalapította saját együttesét, "Wormskull" néven. Első nagylemezük egy évvel később jelent meg Sound of Hell címmel. Játszik az olasz Zu-val, a szintén olasz Obake-val, a Metallic Taste of Blood-dal (tagjai: Colin Edwin - Porcupine Tree, Eraldo Bernocchi - Obake és Jamie Saft) és a Slobber Pup-pal (tagjai: Saft, Joe Morris és Trevor Dunn). 2012-től a saját neve alatt is fellép a koncerteken 
Az Index.hu-nál volt újságíró.